# Relazione a intermittenza
Una relazione a intermittenza è una forma di relazione tra due persone che rompono per poi riconciliarsi in seguito, in maniera ciclica.
Il ricercatore Kale Monk, un assistente professore di sviluppo umano e scienze della famiglia presso l'Università del Missouri, cita diversi motivi per cui una relazione potrebbe diventare a intermittenza, tra questi vi è il trasferimento di un partner o una rivalutazione del rapporto da parte della coppia. In molti continuano a cercare di recuperare la relazione spinti dalla persistente speranza che i momenti di felicità e gratificazione presenti all'inizio del rapporto possano tornare.
Una relazione a intermittenza potrebbe danneggiare la salute mentale dei membri della coppia, portando potenzialmente alla depressione, disturbi alimentari e/o ansia. Inoltre, Monk osserva anche come in questo tipo di relazione siano presenti dei tassi di abuso più elevati, una scarsa comunicazione ed uno scarso livello di impegno. Non tutte le relazioni a intermittenza vengono considerate tossiche, poiché la rottura e la successiva riconciliazione può portare una coppia ad avere una comunicazione migliore e ad affrontare meglio i problemi nella relazione.
Uno studio del 2009 pubblicato sulla rivista Personal Relationships ha rivelato come quasi due terzi dei partecipanti abbiano sperimentato una relazione a intermittenza.